# Château-Bernard
Château-Bernard este o comună în departamentul Isère din sud-estul Franței. În 2009 avea o populație de 273 de locuitori.

## Evoluția populației
| An        | 1975 | 1982 | 1990 | 1999 | 2006 | 2009 |
| --------- | ---- | ---- | ---- | ---- | ---- | ---- |
| Populație | 147  | 131  | 134  | 168  | 265  | 273  |